# Ansis Pūpols
Ansis Pūpols, né le 24 mars 1975 à Riga, est un homme politique letton. Il est député au parlement européen depuis le 14 mai 2024 en remplacement de Dace Melbārde.

## Biographie
Il termine ses études en sciences politiques à l'Université de Lettonie en 2001. Il travaille comme journaliste et également comme documentaliste. Il devient également directeur d'une organisation non gouvernementale dans le domaine du journalisme.
Il est associé au groupe politique Alliance nationale. En 2019, il s'est présenté sans succès aux élections du Parlement européen. Cependant, il a obtenu le mandat de député de la IXe législature en mai 2024 pour remplacer Dace Melbārde qui rejoint le cabinet de Baiba Braže, car le suivant sur la liste le député letton Edvīns Šnore, a renoncé à reprendre ce mandat.
Pūpols a plusieurs projets de films. Il a indiqué qu'après en avoir discuté avec ses collègues, il a été décidé que ses prochains mois de salaire de député européen "seraient très utiles pour l'achat d'équipement de tournage". "Nous avons justement besoin d'un nouveau Nikon avec option de tournage en 8k et d'un drone capable de s'approcher discrètement", a déclaré le député européen.